# ユリウス・レーバー

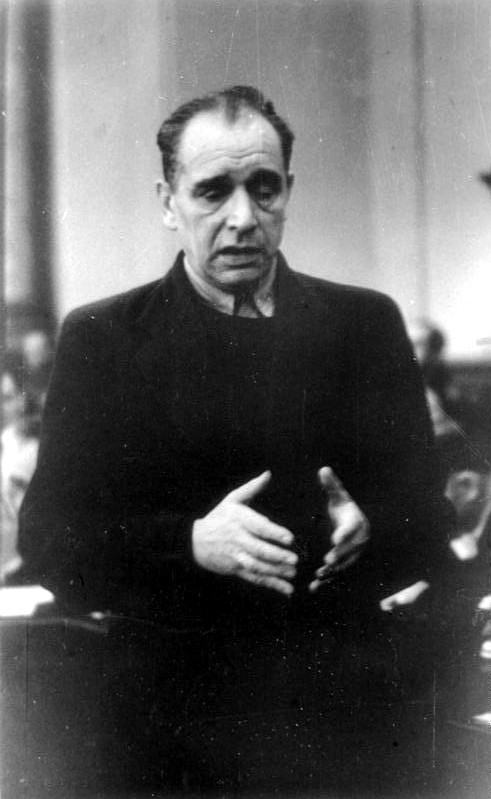
人民法廷にかけられるユリウス・レーバー。

ユリウス・レーバー（Julius Leber,1891年11月16日 - 1945年1月5日）は、帝国時代からナチス時代にかけての、ドイツの政治家。ドイツ社会民主党 (SPD) 所属。1944年7月20日のヒトラー暗殺未遂事件に関与し、ローラント・フライスラーの人民法廷にかけられ、絞首刑に処された。

## 経歴
ドイツ帝国直轄州エルザス＝ロートリンゲンのビースハイム（ビサイム）出身。母はカテリーナ・シューベッツァー (Katharina Schubetzer) 。正規の婚姻関係にない母の夫ジャン・レーバー (Jean Leber) の養子となる。 ブライザハ (Breisach) で中等教育まで受け、1910年から上級実科学校 (Oberrealschule) へ通う。家庭教師などをして働きながらの苦学であった。1913年にアビトゥーアに合格し、アルベルト・ルートヴィヒ大学フライブルクに入学した。同年、ドイツ社会民主党 (SPD) に入党した。
1914年に第一次世界大戦がはじまると志願してドイツ軍に入隊。2度負傷し、少尉まで昇進した。戦後もドイツ国防軍に残留し、東部の国境部隊に属していた。1920年に君主主義者やドイツ義勇軍がカップ一揆を起こすと、レーバーはヴァイマル共和国側で参加し、一揆の鎮圧にあたった。しかしこの事件を機に、軍部の一揆に協力する態度に失望して軍を離れた。その後、学業に戻り、フライブルク大学から博士号を授与された。
1921年に社民党の機関紙『Lübecker Volksbote』の編集長となる。1921年から1933年にかけてリューベックの市議会議員となる。1924年からは国会議員となる。1933年に社民党の政敵の国家社会主義ドイツ労働者党(ナチ党)党首アドルフ・ヒトラーが首相に就任すると逮捕され、1937年までオラニエンブルク強制収容所に収容された。釈放後にはベルリンのシェーネベルクで石炭販売業者として働いた。しかし裏では反ナチ運動を諦めておらず、グスタフ・ダーレンドルフやエルンスト・フォン・ハルナック、ルートヴィヒ・シュヴァンプなどに支持されてレジスタンス・グループのリーダーであった。1940年から軍の中の反ナチ派とも接触を図るようになり、参謀大佐クラウス・フォン・シュタウフェンベルク伯爵とも面識を持った。ヘルムート・イェームス・フォン・モルトケ伯爵を中心とした「クライザウ・サークル」やカール・ゲルデラーとも接触を持った。
レーバーを含めてこれらの人々はやがて、フォン・シュタウフェンベルク大佐を中心とした反乱計画グループとなる。フォン・シュタウフェンベルクが起こす予定のヒトラー暗殺、また暗殺後のクーデター後にレーバーはドイツ内相に就任する予定だった。しかし1944年7月5日（東プロイセンの総統大本営でフォン・シュタウフェンベルクがヒトラー暗殺未遂事件を起こす15日前）、レーバーはゲシュタポによって逮捕された。
1944年10月、アドルフ・ライヒヴァインらとともにローラント・フライスラーの人民法廷にかけられ、死刑判決を受けた。1945年1月5日、ベルリンのプレッツェンゼー刑務所で絞首刑に処された。
戦後、ベルリン・シェーネベルクにかかる橋に「ユリウス・レーバー」の名前が付けられた。橋には記念碑も付いており、そこには「ユリウス・レーバーは、1933年までドイツ国会議員を務めた。彼は自由と正義のためにその命をささげた。」と書かれている。